# 스테파노 루키니
스테파노 루키니(이탈리아어: Stefano Lucchini, 1980년 10월 2일 ~ )는 이탈리아의 은퇴한 축구 선수이다.